# کارلوس فرناندز
کارلوس فرناندز (انگلیسی: Carlos Fernandes؛ زادهٔ ۸ دسامبر ۱۹۷۹) یک بازیکن فوتبال، و دروازه‌بان (فوتبال) اهل آنگولا است.
از باشگاه‌هایی که در آن بازی کرده‌است می‌توان به استوا بخارست، بوآویستا، ریو آره، و باشگاه فوتبال فولاد خوزستان اشاره کرد.